# Albán Wikipédia
Az albán Wikipédia (albán nyelven Wikipedia Shqip) a nemzetközi Wikipédia projekt albán nyelvű változata, egy szabadon szerkeszthető internetes enciklopédia. 2003 októberében indult. 2006 novemberében érte el a 10 000. szócikket. 2019 december elején több mint 78 000 szócikket tartalmazott, mellyel a 72. helyet foglalta el a wikipédiák rangsorában.

## Mérföldkövek
- 2003. október 12. - elindul az oldal
- 2006. november 23. – elkészül a 10 000. szócikk.
- 2008. április 19. – elkészül a 20 000. szócikk.
- 2010. december 31. – elkészül a 30 000. szócikk.
- 2011. december 28. – elkészül a 40 000. szócikk.
- Jelenlegi szócikkek száma: 101 958

## Külső hivatkozások
- Az albán Wikipédia kezdőlapja